# Prix Newdigate
Ne doit pas être confondu avec Roger Newdigate.
Le prix Sir Roger Newdigate, plus communément appelé le prix Newdigate, est décerné aux étudiants de l'université d'Oxford pour la meilleure composition en poésie anglaise par un étudiant de premier cycle universitaire admis à cette université. Il est créé en 1806 en mémoire du député d'Oxford Roger Newdigate,. C'est l'un des prix décerné par cette université.
Parmi les lauréats les plus notoires figurent Robert Stephen Hawker, John Ruskin, Matthew Arnold, Oscar Wilde, John Buchan, John Addington Symonds, James Fenton, PM Hubbard et Alan Hollinghurst.
L'équivalent de ce prix décerné par l'université de Cambridge est la Chancellor's Gold Medal (en) (médaille d'or du chancelier).

## Lauréats
Le titre du poème est donné, s'il est connu, suivi du nom de l'auteur.

### XIXesiècle
- 1827: Pompeii. Robert Stephen Hawker
- 1837:The Gypsies. Arthur Penrhyn Stanley
- 1839: Salsette and Elephanta. John Ruskin[4]
- 1843: Cromwell. Matthew Arnold[5],[6]
- 1845: Petra. John William Burgon
- 1852: The Feast of Belshazzar. Sir Edwin Arnold
- 1860: The Escorial. John Addington Symonds
- 1878: Ravenna. Oscar Wilde[6]
- 1880: Raleigh. Rennell Rodd[7]
- 1898: The Pilgrim Fathers. John Buchan

### XXesiècle
- 1901: Galileo. William Garrod
- 1908: Holyrood. Julian Huxley
- 1913: Oxford. Maurice Roy Ridley
- 1927: Julia, Daughter of Claudius. Gertrude Trevelyan
- 1933: Ovid among the Goths. Philip Maitland Hubbard[8]
- 1952: Exile. Donald Hall[9]
- 1960: A Dialogue between Caliban and Ariel. John Fuller
- 1962: May Morning. Stanley Johnson[6]
- 1964: Disease. James Hamilton-Paterson[10]
- 1968: The Opening of Japan. James Fenton[11]

## Voir également
- Liste de prix littéraires
- Chronologie de la literature